# Bügel (Klingenwaffe)

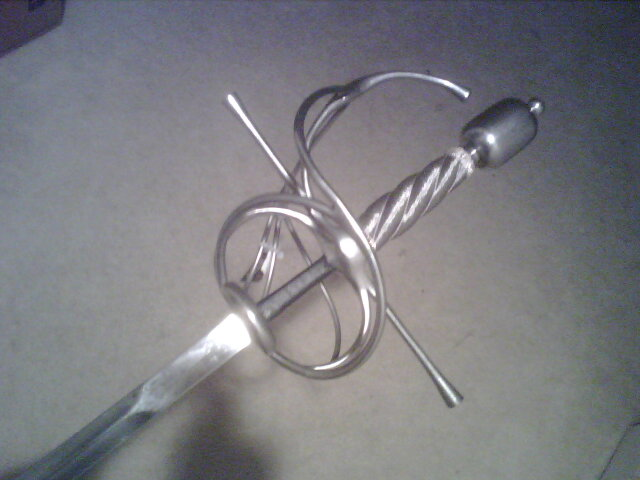
Bügel an einem Degenkorb

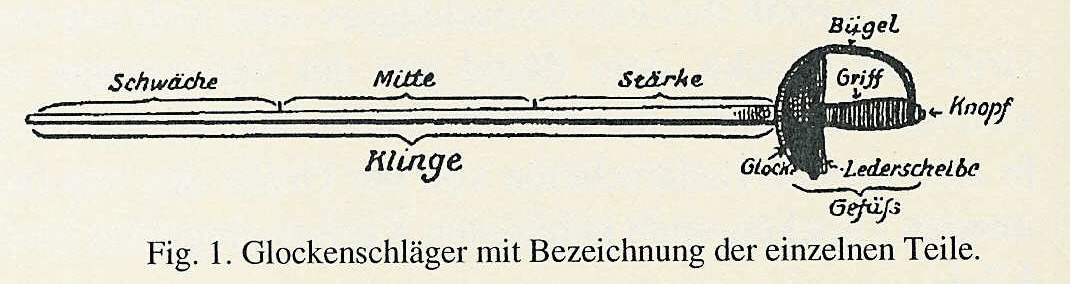
Bügel an einem Glockenschläger

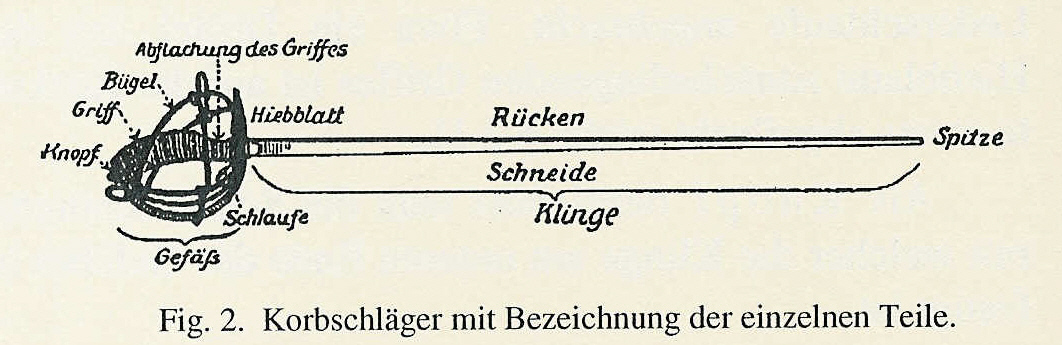
Bügel an einem Korbschläger

Bügel (auch Griffbügel oder Faustbügel genannt) bezeichnet die Schutzbügel an Gefäßen von Klingenwaffen.

## Beschreibung
Die Bügel sind in erster Linie Handschutzelemente und dienen dazu die Hand beim Fechten zu schützen.  Es gibt verschiedene Varianten der Bügel, die an den Gefäßen angebracht sein können. Mehrere Bügel können mit Spangen verbunden sein. Bei mehr als 3 Faustschutzbügeln werden diese nach Ordnungszahlen benannt. Der Parierbügel (auch Eselshuf genannt) hat eine Sonderstellung, weil er teils vor der Parierstange liegt. Folgende Übersicht zu Bezeichnungen nach Form und Funktion:
| Synonyme - Griffbügel - Faustbügel - Faustschutzbügel | Form/Funktion - Hauptbügel - Seitenbügel - Nebenbügel - Klingenbügel | Form/Funktion - Terzbügel - Quartbügel - Fingerbügel - Daumenbügel | Sonderstellung - Parierbügel |

Bügelgefäß ist die Bezeichnung für jedes oberhalb der Parierstange mit einem oder mehreren Bügeln versehenen Gefäß. Beim Bilbao-Gefäß wird ebenfalls ein Griffbügel verwendet, während beim Basket-Hilt statt einzelner Bügel ein Korb vorhanden ist. Andere Mischformen in Verbindung mit Stichblättern oder Schutzglocken sind beispielsweise von studentischen Fechtwaffen wie dem Glockenschläger oder Korbschläger bekannt.
Die Lage und Anbringung diverser Bügel ist im Artikel Korb (Waffe) beschrieben.